# サンプソン郡 (ノースカロライナ州)
サンプソン郡（英: Sampson County）は、アメリカ合衆国ノースカロライナ州の南部に位置する郡である。2010年国勢調査での人口は63,431人であり、2000年の60,161人から5.4%増加した。郡庁所在地はクリントン市（人口8,639人）であり、同郡で人口最大の都市でもある。

## 歴史
サンプソン郡は1784年にデュプリン郡から分離して設立された。郡名は、デュプリン郡の初代土地登記官であり、ウィルミントンに市の初代市長を務めたジョン・サンプソンにちなんで名付けられた。
サンプソン郡は政治家かつ外交官のウィリアム・R・キングの生誕地である。キングはノースカロライナ州選出アメリカ合衆国下院議員、アラバマ州選出アメリカ合衆国上院議員を務め、1852年にはフランクリン・ピアース大統領と共に第13代アメリカ合衆国副大統領に選ばれた。
郡内には5つの伝統ある高校がある。

## 地理
アメリカ合衆国国勢調査局に拠れば、郡域全面積は947平方マイル (2,450 km2)であり、このうち陸地945平方マイル (2,450 km2)、水域は2平方マイル (5.2 km2)で水域率は0.21%である。
サンプソン郡は陸地面積の大きさで州内第2位である。
郡内をブラック川とサウス川が流れ、またシックスラン・クリークもある。

## 郡区
サンプソン郡は19の郡区に分割されている。ベルボア、ディズマル、フランクリン、ホールズ、ハーリング、ハニーカット、リスボン、リトルコハリー、マクダニエルズ、ミンゴ、ニュートングローブ、ノースクリントン、パイニーグローブ、プレーンビュー、サウスクリントン、サウスリバー、テイラーズブリッジ、ターキー、ウェストブルックの各郡区である。

### 隣接する郡
- ジョンストン郡 - 北
- ウェイン郡 - 北東
- デュプリン郡 - 東
- ペンダー郡 - 南東
- ブレイデン郡 - 南西
- カンバーランド郡 - 西
- ハーネット郡 - 北西

## 人口動態
以下は2010年国勢調査による人口統計データである。
| 基礎データ - 人口: 63,431人 - 世帯数: 22,624 世帯 - 家族数: 16,214 家族 - 人口密度: 25人/km2（67人/mi2） - 住居数: 26,476軒 - 住居密度: 10軒/km2（27軒/mi2） 人種別人口構成 - 白人: 56.7% - アフリカン・アメリカン: 27% - ネイティブ・アメリカン: 2% - アジア人: 0.4% - 太平洋諸島系: 0.1% - 混血: 2% - ヒスパニック・ラテン系: 16.5% | 年齢別人口構成 - 18歳未満: 25.8% - 18-24歳: 9.4% - 25-44歳: 29.7% - 45-64歳: 22.3% - 65歳以上: 12.8% - 年齢の中央値: 35歳 - 性比（女性100人あたり男性の人口） - 総人口: 98.2 - 18歳以上: 95.9 世帯と家族（対世帯数） - 18歳未満の子供がいる: 33.4% - 結婚・同居している夫婦: 53.6% - 未婚・離婚・死別女性が世帯主: 14.3% - 非家族世帯: 27.2% - 単身世帯: 23.7% - 65歳以上の老人1人暮らし: 10.2% - 平均構成人数 - 世帯: 2.64人 - 家族: 3.09人 | 収入と家計 - 収入の中央値 - 世帯: 31,793米ドル - 家族: 38,072米ドル - 性別 - 男性: 26,806米ドル - 女性: 20,657米ドル - 人口1人あたり収入: 14,976米ドル - 貧困線以下 - 対人口: 17.6% - 対家族数: 13.5% - 18歳未満: 21.5% - 65歳以上: 21.5% |

サンプソン郡は豚の生産量で州内第2位、国内でも上位にある。飼育数は200万頭以上である。

## 都市と町

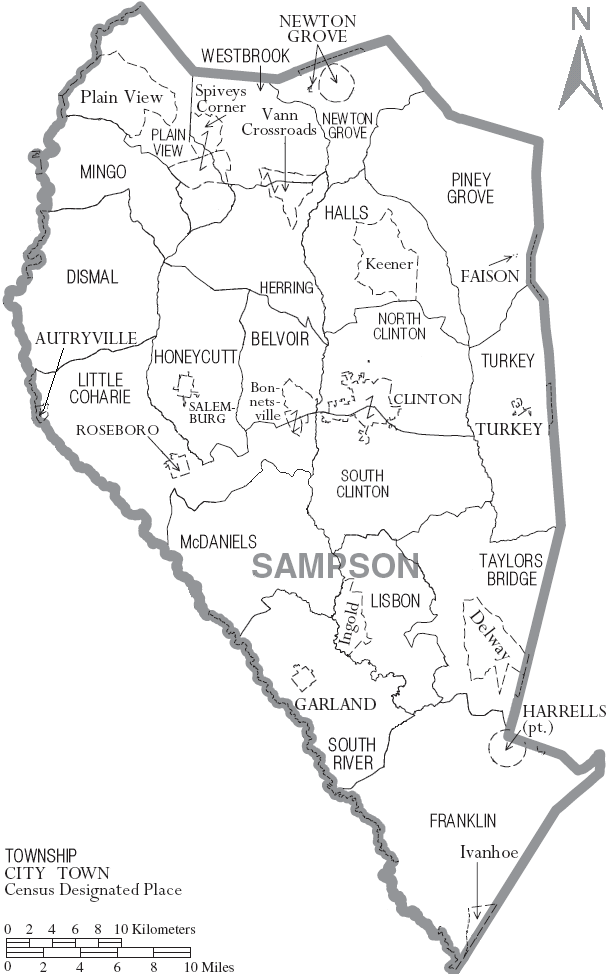
サンプソン郡 の自治体と郡区

| - オートリービル - ボンネッツビル - クリントン - 郡庁所在地 - デルウェイ - ガーランド - ハレルズ - インゴールド - アイバンホー | - キーナー - ニュートングローブ - プレーンビュー - ローズボロ - セイラムバーグ - スパイビーズコーナー - ターキー - バンクロスローズ |